# Happie nuts
『Happie nuts』（ハピーナッツ）は、エイチジェイが運営し、大洋図書が刊行する10代から20代を対象とした日本の姉ギャル系ファッション雑誌。（年間2回発売）。
2014年5月号までインフォレスト発行・発売、同社の事業停止後ブランクを経て、2015年7月17日よりトレースクルー発行、発売元がネコ・パブリッシングとなり復刊される。その後、11月発売のvol.3まで刊行したが再び休刊した。
2020年4月WEBで復活。運営元は『egg』を運営する株式会社MRA。
2022年3月、株式会社MRA代表の赤荻瞳が『egg』編集長退任とともに、『渋谷女子インターナショナルスクール』の校長に就任し、MRAの事業内容を教育事業に変更。後任として、株式会社エイチジェイがnuts・eggの運営元となる。

## 来歴
前身は『Happie』という名の若年層向け女性ファッション誌で、これが2004年の11月に『Happie nuts』と名を変えたうえで新たに始動。「EVERYDAY 黒肌宣言!可愛いだけのHappieはもう卒業。」をコンセプトにしており、読者は10代前半から20代のギャルの女性が中心で、既婚者や子持ちも多かった。
2005年には『小悪魔＆nuts』という増刊号を発行。これがその翌2006年の『小悪魔＆nuts Vol.2』を経て月刊『小悪魔ageha』となった。さらに2008年にはこの『小悪魔ageha』と共同で『mama nuts × ageha』を発行。これが2009年に月刊『I LOVE mama』となった。
2014年5月号を最後に一旦は休刊となったが、2015年7月に復刊し号数を「Vol.1」として発行されることとなった。新しいコンセプトは「ただいま。大人のnuts、始めよう。」。
2020年4月1日、WEBで復活。YouTubeで姉ギャルのライフスタイルを動画で配信。
2020年10月1日、復刊号を発売。YouTubeチャンネルの登録者数は2025年8月時点で30万人を超えている。

## モデル
専属モデルとnutsメイトに分かれる。nutsメイトは昇格戦で昇格すれば専属モデルになれる。

### 現在
- 専属
  - あいみ（松葉愛海）
  - あおぽん（林葵）
  - あん（中村杏）
  - いよ（藤原いよ）
  - あんじぇ（今井アンジェリカ）
  - きみ（本名非公開）
  - ちぴたん（石川千裕）
  - まぁみ（小田愛実）
  - ゆま（村岡夢万）
  - よつ（平尾貴代）
  - りおん（中村りおん）
  - れいたぴ（山田麗華）
  - 原ちゃん（原和香奈）

- nutsメイト
  - せいら（秋吉聖良）
  - ちぴたん（石川千裕）

- 専属（メンズ）
  - あつし（山田篤史）

### 過去
- 専属
  - NATSU (村田奈津子)
  - 矢野安奈
  - 平沼ファナ
  - HIROMI
  - 峯村優衣
  - 舘谷恵利子
  - 谷口紗耶香
  - 武田静加
  - 須田朱音
  - 里見茜
  - 越川真美
  - 尾崎紗代子
  - 安部ニコル
  - 星あや
  - 難波沙樹
  - 畑澤葵
  - 川端千明
  - 三平智美
  - Kei（現：Lie）
  - 道端アンジェリカ
  - 8467 (やしろなな)
  - あやか (石山彩花)
  - なつね (伊藤夏音)
  - まゆり (立井まゆり)
  - 石川茉綺（まあや）[12]
  - YUKINO（ゆきの）[12]
  - れいぽよ（土屋怜菜）[13]
  - かとみか（加藤美佳）[1]
  - せいせい（田向星華）[1]
  - みみ（松濤舞子）[1]

- nutsメイト
  - かれん (安養寺可蓮)